# Herman Deleeck
Herman Deleeck (Borgerhout, 29 augustus 1928 - Hove, 31 oktober 2002) was een Belgisch econoom en politicus voor de CVP.

## Levensloop
Hij was doctor in de rechten en doctor in de economische wetenschappen. Hij doceerde jarenlang aan de universiteiten van Leiden, Antwerpen en Leuven, werd ook actief bij de studiedienst van het ACW, waarvan hij van 1957 tot 1965 voorzitter was. Onder zijn impuls werd het Centrum voor Sociaal Beleid van de Antwerpse universiteit opgericht. Dit centrum doet onderzoek naar de werking van de sociale zekerheid in België.
Zijn onderzoek situeerde zich rond de omvang, de determinanten en de doelmatigheid van het sociaal beleid en de welvaartsstaat, die hij omschreef als een ongeëvenaarde hoogstaande samenlevingsvorm, het geestelijk ideaal van Europa. Hij probeerde zicht te krijgen op de implicaties en feitelijkheden van de (her)verdeling van beschikbare overheidsmiddelen. Herman Deleeck was ook een van de pioniers van het grootschalig empirisch sociaal-economisch onderzoek in België: hij maakte als eerste in 1975 een sociale kaart te maken van de Vlaamse gezinnen door middel van een grootschalige bevraging van 5.000 gezinnen.
Een bekende stelling van Herman Deleeck is die van het Matteüseffect, waarmee wordt verwezen naar een passage in het Evangelie volgens Matteüs ("Want aan degene die heeft, zal gegeven worden, en wel overvloedig. Maar aan degene die niet heeft, zal zelfs nog ontnomen worden wat hij heeft." - Matteüs 13:12, Willibrordvertaling 1995). Het is de kritiek op de werking van sommige herverdelingsmechanismen "die maken dat de voordelen van het sociaal beleid, verhoudingsgewijze en tendentieel méér toevloeien aan de hogere sociale groepen dan aan de lagere". De beste voorbeelden daarvan zijn de kinderbijslagen en de pensioenen. Gezinnen uit hogere sociale groepen ontvangen meer kinderbijslagen dan die uit lagere groepen omdat zij hun kinderen langer en in groteren getale laten voortstuderen. En omdat hoger opgeleiden langer leven dan lageropgeleiden genieten zij langer van hun (overigens ook hoger) pensioen. Dit Matteüseffect wordt tevens waargenomen in meer recente takken van het sociaal beleid, zoals de kinderopvang. Dit effect wordt door sommigen ook het Marcus-effect genoemd, omdat de beschrijving van dit fenomeen ook terugkomt in oudere teksten uit het Evangelie volgens Marcus.
Via het ACW verzeilde hij in de CVP en was voor deze partij lid van de Belgische Senaat. Van 1977 tot 1981 was hij provinciaal senator voor de provincie Antwerpen, van 1984 tot 1985 was hij rechtstreeks gekozen senator voor het arrondissement Antwerpen en van januari tot oktober 1987 was hij opnieuw provinciaal senator. In de periode mei 1977-oktober 1980 zetelde hij als gevolg van het toen bestaande dubbelmandaat ook in de Cultuurraad voor de Nederlandse Cultuurgemeenschap, die op 7 december 1971 werd geïnstalleerd. Vanaf 21 oktober 1980 tot november 1981, en opnieuw van oktober 1984 tot oktober 1985, was hij lid van de Vlaamse Raad, de opvolger van de Cultuurraad en de voorloper van het huidige Vlaams Parlement.
Na zijn emeritaat werd hij voorzitter van het VFSIPH (Vlaams Fonds voor Sociale Integratie van Personen met een Handicap), later Vlaams Agentschap voor Personen met een Handicap.
Zijn opvolgster als directeur van het Centrum voor Sociaal Beleid is Bea Cantillon. Het centrum kreeg sindsdien een iets andere naam, Centrum voor Sociaal Beleid Herman Deleeck.
Sinds 2012 organiseert de Universiteit Antwerpen de Leerstoel Herman Deleeck, die voor het eerst bekleed werd door voormalig voorzitter van de Vlaamse socialisten, Frank Vandenbroucke.
- Bibliothèque nationale de France: cb12086861z (data)
- Digitale Bibliotheek voor de Nederlandse Letteren: dele038
- Gemeinsame Normdatei: 128652322
- International Standard Name Identifier: 0000 0000 8367 8853
- Library of Congress Control Number: n79004139
- Nationale Bibliotheek van Tsjechië: mub20221138179
- Nationale Bibliotheek van Israël: 987007434664405171
- Nederlandse Thesaurus van Auteursnamen: 068404387
- Système universitaire de documentation: 02919041X
- Virtual International Authority File: 29560240
- WorldCat: E39PBJtRHQm3mWvGD3ydFF69Xd